# 直列5気筒

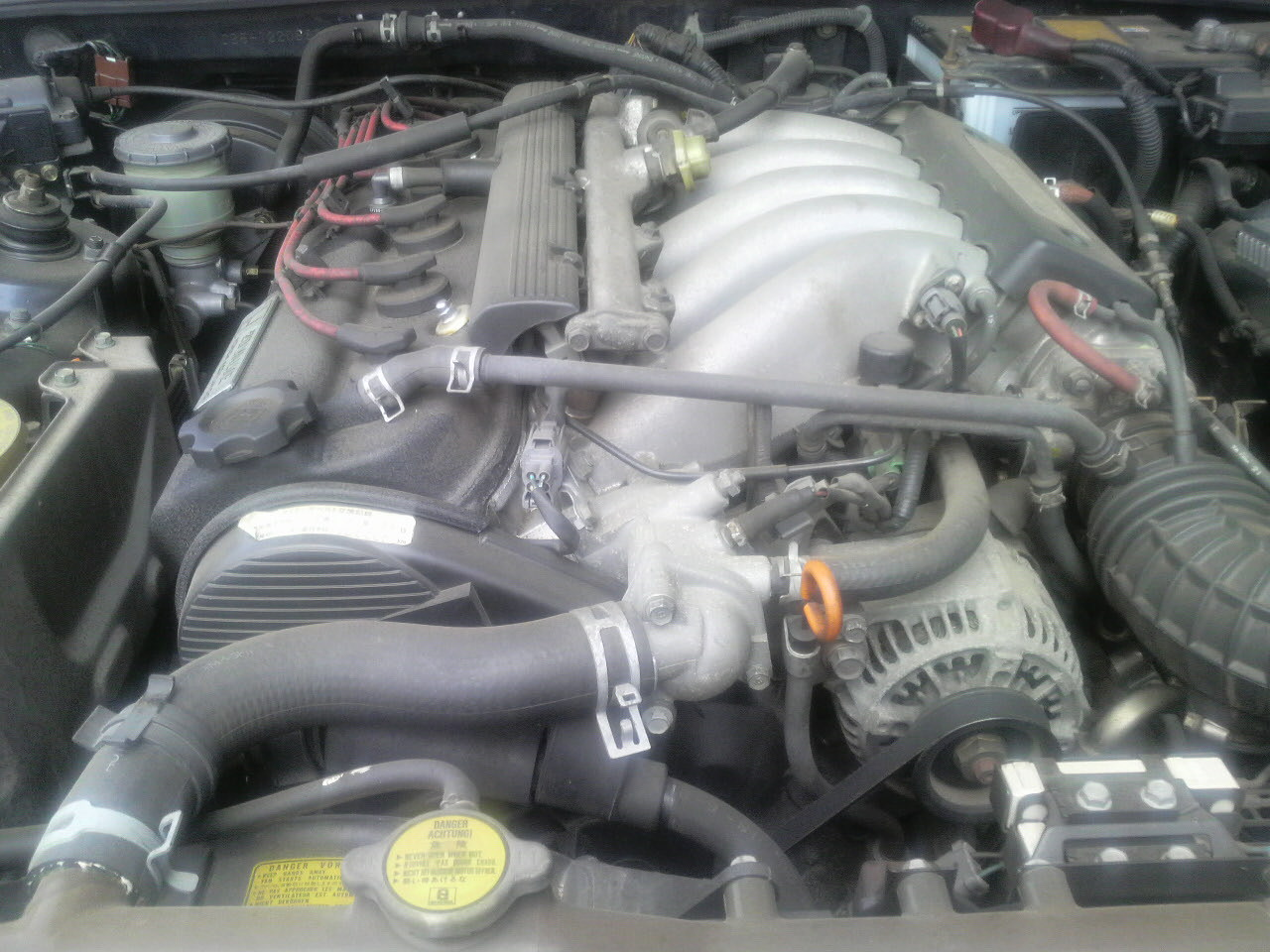
直列5気筒エンジンの例。ホンダ・G20A

直列5気筒（ちょくれつごきとう）とは、レシプロエンジンなどのシリンダー（気筒）配列形式のひとつ。シリンダーが5つ直列に並んでいる。略して「直5」とも記載することもある。この形式は直列4気筒と直列6気筒エンジンの折衷案的なものである。

## 概要
直列5気筒はキャブレターの時代には技術的に難しく、燃料噴射装置誕生後の1976年のアウディ・100が最初となった。
以来民生デイゼル工業→日産ディーゼル工業、メルセデス・ベンツ、アウディ/フォルクスワーゲン、フォード、GMC（ハマー）、ホンダ、トヨタ、日野自動車など多数のメーカーで使われた。トラック・バス用エンジンにも直列6気筒の派生で用いられた。またフォルクスワーゲンのようにV10エンジンへ派生させたケースもある。
その長さ故に多くは縦置きであったが、ボルボ・カーズは横置きを多用した。アウディも2012年発売の前輪駆動クーペのアウディ・TTで横置き直列5気筒ターボを新開発している。
もともと4ストロークエンジンの場合、4気筒か6気筒が点火間隔が均一に取れて滑らかに回転する。奇数シリンダーはそれを乱すため、低回転域で振動が大きく感じられることがある。また、点火間隔に偏りが発生するため、ターボチャージャーとの相性が悪くなる他、近年の高度な排ガス処理システムにも悪影響を与えることがある。
それでも積極的に用いられた時期があったのは、排気量を増減させる際、シリンダーブロック、クランクシャフト、シリンダーヘッドの基本パターンを変えずに1気筒増やすことで、設計工数や製造工程の変更を抑える設計が主流だった時代、比較的簡単に4気筒エンジンの排気量を25%増大することができたためである。
この為、時代が進むにつれて設計の厳密化が求められるようになった結果、4気筒か6気筒のどちらかに吸収され、2010年前後までには多くのメーカーが放棄。現在市販乗用車でラインナップしているのはアウディ程度である。
大型車でも4気筒単位・6気筒単位が多くを占める。もともと大型車の5気筒採用数はさして多くはなく、幅が充分に取れる大型車であれば、シリンダー数で排気量を調整していた時代であっても、長さで直列で厳しい場合にはV型もしくは水平対向にすればよかったためである。この意味で5気筒を使っていたのは日産ディーゼルだが、同社の当時のエンジンはユニフロー掃気ディーゼルエンジンで2ストロークであり、加えて掃気用ブロアは機械式のスーパーチャージャーを使っていたため、点火間隔の偏りがあまり問題にならなかった。
日野自動車においてはW型エンジン、H型エンジンの後継として1992年に日野・J型エンジンとして直列4気筒のJ05Cが登場し、1気筒追加する形でJ07Cが1994年に登場した。2003年にはJ07Eに更新されたが、ダウンサイジングのため2017年にはより小型のA05Cへ変更されている。

## 搭載車種・普通車
直列5気筒エンジンを搭載する車種は以下の通りである。

### 現行車種
- アウディ：RS3 スポーツバック、RS3 セダン、RS Q3

### 生産終了車種
- ホンダ：インスパイア、ビガー、セイバー、アスコット 、ラファーガ 、アキュラ・TL(G型エンジン)
- フィアット：クーペフィアット
- ジープ：グランドチェロキー
- ランドローバー：ディフェンダー、ディスカバリー(Td5エンジン)
- ランチア：リブラ、カッパ、テージス
- トヨタ：ランドクルーザー70系(PZエンジン)
- ヨーロッパフォード：クーガ、フォーカス ST
- アウディ：クワトロ、S4、80、90、100、200、RS2、TT RS
- アルファロメオ：166
- メルセデス・ベンツ：W114、W116、W123、W126、W163、W201、W202、W460
- ボルボ：850、C30、V70、XC70、S40、S60、V50、V40、C70、XC90
- フォルクスワーゲン：サンタナ、トゥアレグ、ニュービートル(北米仕様のみ) 、ゴルフ、パサート、T4
- ルノー：サフラン
- GM：シボレー・コロラド、ハマー ・H3
- フォード：フォード・レンジャー

## 搭載車種・大型車
- 日野・レンジャー
- 日野・レインボー（PB/PK-HR以降）
- UD・コンドル
- 日産ディーゼル・JP（PB/PK-JP360系のみ）
- ボルグレン・オプティマス（連節バス・エンジン、シャーシはスカニア製）

## レースでの使用
1960年代にはホンダが2輪のRC148/RC149で5気筒エンジンを使用した。このエンジンのクランクシャフトは今日の直列5気筒エンジンとは異なり6気筒エンジンから1気筒分抜いたもので燃焼間隔も不等であった。(ホンダは後にRC211VでV型5気筒という変則的なレイアウトも成功させている)
ダカール・ラリーを3連覇したフォルクスワーゲン・レーストゥアレグは直列5気筒のディーゼルターボエンジンを搭載していた。